# Rafael Pascual
Rafael Pascual (* 16. März 1970 in Madrid) ist ein ehemaliger spanischer Volleyballspieler.

## Vereinskarriere
Pascual spielte von 1995 bis 2000 für Alpitour Traco Cuneo, mit dem er zweimal den italienischen Pokal, zweimal den Europapokal der Pokalsieger und einmal den CEV-Pokal gewann. In der Folge spielte er unter anderem in Japan und bei verschiedenen italienischen und französischen Vereinen.

## Nationalmannschaft
Der 194 cm große Außenangreifer bestritt 516 Länderspiele für die spanische Volleyballnationalmannschaft. Dabei nahm er an den Olympischen Spielen 1992 und 2000 teil. Seinen größten Erfolg mit der Nationalmannschaft feierte er im Jahr 2007, als er mit Spanien die Europameisterschaft gewinnen konnte.